# 滝澤悠希
滝澤 悠希（たきざわ ゆうき、1991年5月20日－）は、静岡放送（SBS）のアナウンサー。埼玉県深谷市出身。

## 人物・来歴
埼玉県出身。早稲田大学卒業。
アナウンサーになる為、就職浪人をした。その際入社試験に挑む放送局の近くで街頭アンケートをし、試験対策をしたと自身のラジオ番組で告白。
2015年4月から岩手めんこいテレビ（mit）に入社。2022年4月に静岡放送（SBS）に移籍。
趣味は筋力トレーニング、贅沢しすぎない海外旅行。
ベンチプレスの自己最高記録は105kg。自身の担当番組内で行われた。
2020年から気象予報士試験を受験し、2024年の7回目の受験で合格
SUBARU・インプレッサ（ネイビー）に乗っている。

## 担当番組
- 『LIVEしずおか』（SBSテレビ）
- 『日曜ヒマするあなたに送る ヌンヌンヌーン！』（SBSラジオ）

## 過去の担当番組
- 8っぴーサタデー